# Sardinsk ponny
Den sardinska ponnyn är en förvildad ponnyras från Sardinien, Italien, där de lever vilt på de höga platåerna 600 meter över havsytan. Var ponnyerna kommer ifrån är okänt men rasens primitiva utseende vittnar om att rasen kan ha uråldriga anor, men att de någon gång under tidens gång har påverkats av orientalisk inflytande, vilket skiljer dem från sina nära släktingar, Giaraponnyn. 

## Historia
Hur de första ponnyerna kom till ön Sardinien är oklart. Likaså hur ponnyerna har utvecklats eller vilka som är deras förfäder men forskarna tror att ponnyns primitiva utseende och mörka färger kan vara ett arv från Tarpanen men den ädelheten som ponnyerna utstrålar vittnar även om att ponnyerna korsats med arabhästar, Berberhästar och även spanska hästar som importerades till ön. Kanske i strävan att få fram större, snabbare och mer lämpliga hästar till jordbruk, armén eller som ridhäst. Ponnyerna bör sedan ha släppts lösa eller rymt och på så sätt förvildats. 
Första gången ponnyerna nämns i skrift är år 1845, men de små ponnyerna har troligtvis inte fyllt någon funktion för människan innan dess och inte heller efteråt. Idag lever ponnyerna i ett kontrollerat vilt tillstånd på Sardinien. Det finns även domesticerade ponnyer som visat sig vara lämpliga som ridponnyer för barn eller som packdjur.  

## Egenskaper
De små ponnyerna på Sardinien lever högt uppe på marmorbergsplatåerna, ca 600 meter över havet och miljön där är riktigt ogästvänlig med dåligt bete och enbart lite buskvegetation. Detta har gjort att hästarna har blivit robusta, härdiga och tåliga och de klarar sig på väldigt lite mat. 
Exteriört visar ponnyerna ett arv från orientaliska hästar då de har ett ädelt huvud med arabens karaktäristiska inåtbuktande nosprofil vilket gör att ponnykaraktären försvunnit något. Ponnyerna har även stora öron, liten mule och en kraftig hals, oftast med en väldigt yvig man och svans. Ryggen kan ibland vara lite svankig på ponnyerna men benen är välformade, smala och med små hovar som har blivit starka och tåliga av bergsmiljön. 
I fångenskap har ponnyerna visat sig vara bra ridponnyer för barn då de har ett lugnt och vänligt temperament, även om de ibland kan vara något envisa. 